# Protestas en Costa de Marfil de 1989-1990
Las protestas en Costa de Marfil de 1989-1990 fueron manifestaciones violentas masivas y un levantamiento popular que surgió en Costa de Marfil a finales de 1989 hasta mediados de 1990, inspirado por los disturbios de Benín contra el gobierno y los bajo salarios

## Antecedentes
En la primavera de 1990 se produjeron grandes manifestaciones dirigidas por estudiantes, que se convirtieron en violentos enfrentamientos entre el ejército y los manifestantes. El movimiento de protesta sería el más grande que ha visto el país desde su independencia y los enfrentamientos con los militares durante las protestas serían los más sangrientos desde la independencia.

## Eventos
Los manifestantes querían la caída de Félix Houphouët-Boigny, presidente del país. Las protestas estallaron en el otoño de 1989, cuando los manifestantes querían una democracia multipartidista y libertades políticas. Las tensiones aumentaron en medio de la violencia en las protestas y las huelgas organizadas por la oposición. Entre abril y junio de 1989, una ola de huelgas afectó a los sectores industriales del país.
En respuesta a la creciente ira y el descontento generalizado, el gobierno llevó a cabo negociaciones con la oposición, pero esto no detuvo las protestas. Manifestantes y estudiantes marcharon en febrero durante dos meses, en protesta por las falsas promesas del gobierno en Abiyán y exigiendo mejores condiciones de vida, el pago de salarios y la renuncia del presidente.
Las fuerzas del gobierno utilizaron munición real, porras y gases lacrimógenos para evitar que ocurrieran las tertulias, las reuniones públicas y las manifestaciones no violentas. Después de oleadas de levantamientos populares y manifestaciones pacíficas, el gobierno respondió con negociaciones, se reunió con sus manifestantes y líderes de mítines de protesta, quienes dejaron claras sus demandas. En 1991, 4 manifestantes murieron entre mayo y junio durante enfrentamientos con el ejército después de redadas en los campus. Los manifestantes contra la brutalidad policial.